# Theria
Theria su takson unutar razreda sisavaca. Obuhvaća tobolčare i više sisavce, i zapravo je sestrinski takson jednootvornih životinja.

## Osobine
Ove životinje definiraju sljedeće zajedničke osobine koje, međutim, u pojedinim slučajevima mogu biti i reducirane:
- Životinje su viviparne, što znači da kote žive mlade, za razliku od jednootvornih.
- Izlazni otvor urinarnog i spolnih organa razdvojeni su od analnog Perineumom. Kod jednootvornih, svi ti otvori završavaju u jednom zajedničkom otvoru, nečisnici ili kloaki.
- Rameni pojas ima još samo lopaticu (Scapula) i ključnu kost (Clavicula), iako je ključna kost kod nekih vrsta reducirana. Jednootvorni imaju još neke kosti u tom području.
- Imaju dojke, pa mliječne žlijezde vode do dojki iz kojih mladunčad siše mlijeko. Kod jednootvornih, dojke ne postoje, nego mliječne žlijezde završavaju na površini kože na trbuhu, a mladunci se hrane ližući mlijeko s dlake krzna.
- Therie imaju vibrise.
- Zubi imaju zajednički osnovni uzorak.

## Povijest razvoja
Kroz povijesni razvoj therie oni su svrstani u skupinu Tribosphenida, jedne skupine koja je bila puno razvijenija od grupe ranih prasisavaca. Ta grupa je pored theria obuhvaćala i neke malo poznate izumrle postrane linije kao Aegialodontidae, koje su živjele prije svega u vrijeme rane krede. Unutar skupine theria je najkasnije prije 125 milijuna godina došlo do razdvajanja tobolčara od viših sisavaca, jer su u to vrijeme živjeli najraniji poznati predstavnici tih dvaju taksa (Sinodelphys szalayi odnosno Eomaia scansoria).
Neki znanstvenici odbijaju prihvaćanje therie kao skupinu, i svrstavaju jednootvorne i tobolčare zajedno u jedan takson, Marsupionta. Kao dokaz tome navode se neke morfološke osobine i određeni genski podaci. No, velika većina morfoloških i genetskih podataka opovrgavaju ovu tezu, tako da grupiranje u skupinu Marsupionta zastupa samo manjina znanstvenika.

## Drugi projekti
|  | Zajednički poslužitelj ima još gradiva o temi Theria |
|  | Wikivrste imaju podatke o taksonu Theria             |